# Pylaisiadelpha falcatula
Pylaisiadelpha falcatula là một loài rêu trong họ Sematophyllaceae. Loài này được (Broth.) W.R. Buck mô tả khoa học đầu tiên năm 1984.